# Sigismondo di Prussia
Sigismondo di Prussia (Wilhelm Viktor Karl August Heinrich Sigismund; Kiel, 27 novembre 1896 – Puntarenas, 14 novembre 1978) fu il secondo figlio del Principe Enrico di Prussia e della moglie, la Principessa Irene d'Assia e del Reno. Era nipote di Guglielmo II di Germania e della zarina Aleksandra di Russia.

## Vita

### Matrimonio e figli
L'11 luglio 1919, a Hemmelmark, sposò la principessa Carlotta Agnese di Sassonia-Altenburg (4 marzo 1899 – 16 febbraio 1989), la figlia maggiore di Ernesto II, duca di Sassonia-Altenburg. La coppia ebbe due figli:
- Barbara Irene Adelaide Vittoria Elisabetta Batilde di Prussia (2 agosto 1920 – 31 maggio 1994), sposò il duca Cristiano Luigi di Meclemburgo-Schwerin; ebbe discendenza:
  - Duchessa Donata di Meclemburgo (n. 11 marzo 1956), sposò Alessandro von Solodkoff; ebbe discendenza:
    - Thyra von Solodkoff (n. 12 ottobre 1989);
    - Alix von Solodkoff (n. 17 marzo 1992);
    - Niklot Alexis von Solodkoff (n. 8 dicembre 1994);

  - Duchessa Edwina di Meclemburgo (n. 25 settembre 1960), sposò Corrado von Posern; ebbe discendenza:
    - Luigi Leopoldo Bernardo Giorgio Maria von Posern (n. 27 febbraio 1996);
    - Paolo Federico Cristiano Fabiano Maria von Posern (n. 14 giugno 1997);
    - Ferdinando Giovanni Alberto Maria von Posern (n. 19 giugno 1999);
- Alfredo Federico Ernesto Enrico Corrado di Prussia (n. 17 agosto 1924 - 3 giugno 2013), sposò Maritza Farkas (6 agosto 1929 – 1º novembre 1996); non ebbe discendenza.

### Costa Rica
Nel 1927, il Principe Sigismondo e la sua famiglia si stabilirono in Costa Rica. Progettò di avviare una piantagione di banane e caffè nei terreni di suoi proprietà. Erano accompagnati soltanto da una governante, poiché i bambini erano ancora piccoli.
Sigismondo morì a Puntarenas il 14 novembre 1978.

## Ascendenza
|                                      |                        |                                            | Genitori                                             |  |  | Nonni |  |  | Bisnonni                |  |  | Trisnonni                         |  |
|                                      |                        |                                            |                                                      |  |  |       |  |  | Guglielmo I di Germania |  |  | Federico Guglielmo III di Prussia |  |
|                                      |                        |                                            |                                                      |  |  |       |  |  | Guglielmo I di Germania |  |  | Federico Guglielmo III di Prussia |  |
|                                      |                        | Luisa di Meclemburgo-Strelitz              |                                                      |  |  |       |  |  | Guglielmo I di Germania |  |  |                                   |  |
| Federico III di Germania             |                        |                                            |                                                      |  |  |       |  |  | Guglielmo I di Germania |  |  |                                   |  |
|                                      |                        | Augusta di Sassonia-Weimar-Eisenach        | Carlo Federico, Granduca di Sassonia-Weimar-Eisenach |  |  |       |  |  |                         |  |  |                                   |  |
|                                      |                        | Augusta di Sassonia-Weimar-Eisenach        | Carlo Federico, Granduca di Sassonia-Weimar-Eisenach |  |  |       |  |  |                         |  |  |                                   |  |
|                                      |                        | Augusta di Sassonia-Weimar-Eisenach        | Granduchessa Marija Pavlovna di Russia               |  |  |       |  |  |                         |  |  |                                   |  |
| Principe Enrico di Prussia           |                        | Augusta di Sassonia-Weimar-Eisenach        |                                                      |  |  |       |  |  |                         |  |  |                                   |  |
|                                      |                        | Principe Alberto di Sassonia-Coburgo-Gotha | Ernesto I, Duca di Sassonia-Coburgo-Gotha            |  |  |       |  |  |                         |  |  |                                   |  |
|                                      |                        | Principe Alberto di Sassonia-Coburgo-Gotha | Ernesto I, Duca di Sassonia-Coburgo-Gotha            |  |  |       |  |  |                         |  |  |                                   |  |
|                                      |                        | Principe Alberto di Sassonia-Coburgo-Gotha | Principessa Luisa di Sassonia-Gotha-Altenburg        |  |  |       |  |  |                         |  |  |                                   |  |
| Vittoria, principessa reale          |                        | Principe Alberto di Sassonia-Coburgo-Gotha |                                                      |  |  |       |  |  |                         |  |  |                                   |  |
|                                      |                        | Vittoria del Regno Unito                   | Principe Edoardo, Duca di Kent e Strathearn          |  |  |       |  |  |                         |  |  |                                   |  |
|                                      |                        | Vittoria del Regno Unito                   | Principe Edoardo, Duca di Kent e Strathearn          |  |  |       |  |  |                         |  |  |                                   |  |
|                                      |                        | Vittoria del Regno Unito                   | Principessa Vittoria di Sassonia-Coburgo-Saalfeld    |  |  |       |  |  |                         |  |  |                                   |  |
| Principe Sigismondo di Prussia       |                        | Vittoria del Regno Unito                   |                                                      |  |  |       |  |  |                         |  |  |                                   |  |
|                                      | Principe Carlo d'Assia | Luigi II, Granduca d'Assia                 |                                                      |  |  |       |  |  |                         |  |  |                                   |  |
|                                      | Principe Carlo d'Assia | Luigi II, Granduca d'Assia                 |                                                      |  |  |       |  |  |                         |  |  |                                   |  |
|                                      | Principe Carlo d'Assia | Principessa Guglielmina di Baden           |                                                      |  |  |       |  |  |                         |  |  |                                   |  |
| Luigi IV, Granduca d'Assia           | Principe Carlo d'Assia |                                            |                                                      |  |  |       |  |  |                         |  |  |                                   |  |
|                                      |                        | principessa Elisabetta di Prussia          | Principe Guglielmo di Prussia                        |  |  |       |  |  |                         |  |  |                                   |  |
|                                      |                        | principessa Elisabetta di Prussia          | Principe Guglielmo di Prussia                        |  |  |       |  |  |                         |  |  |                                   |  |
|                                      |                        | principessa Elisabetta di Prussia          | Langravia Maria Anna d'Assia-Homburg                 |  |  |       |  |  |                         |  |  |                                   |  |
| Principessa Irene d'Assia e del Reno |                        | principessa Elisabetta di Prussia          |                                                      |  |  |       |  |  |                         |  |  |                                   |  |
|                                      |                        | Principe Alberto di Sassonia-Coburgo-Gotha | Ernesto I, Duca di Sassonia-Coburgo-Gotha            |  |  |       |  |  |                         |  |  |                                   |  |
|                                      |                        | Principe Alberto di Sassonia-Coburgo-Gotha | Ernesto I, Duca di Sassonia-Coburgo-Gotha            |  |  |       |  |  |                         |  |  |                                   |  |
|                                      |                        | Principe Alberto di Sassonia-Coburgo-Gotha | Principessa Luisa di Sassonia-Gotha-Altenburg        |  |  |       |  |  |                         |  |  |                                   |  |
| Principessa Alice del Regno Unito    |                        | Principe Alberto di Sassonia-Coburgo-Gotha |                                                      |  |  |       |  |  |                         |  |  |                                   |  |
|                                      |                        | Vittoria del Regno Unito                   | Principe Edoardo, Duca di Kent e Strathearn          |  |  |       |  |  |                         |  |  |                                   |  |
|                                      |                        | Vittoria del Regno Unito                   | Principe Edoardo, Duca di Kent e Strathearn          |  |  |       |  |  |                         |  |  |                                   |  |
|                                      |                        | Vittoria del Regno Unito                   | Principessa Vittoria di Sassonia-Coburgo-Saalfeld    |  |  |       |  |  |                         |  |  |                                   |  |
|                                      |                        | Vittoria del Regno Unito                   |                                                      |  |  |       |  |  |                         |  |  |                                   |  |